# ایستگاه متروی مایل اند
ایستگاه متروی مایل اند (انگلیسی: Mile End tube station) یکی از ایستگاه‌های متروی لندن است.
این ایستگاه که در منطقه تاور هملتس لندن قرار دارد در سال ۱۹۰۲ تأسیس شده و جزئی از خط همرسمیت و سیتی، خط مرکزی متروی لندن و خط ناحیه متروی لندن است.

## نگارخانه

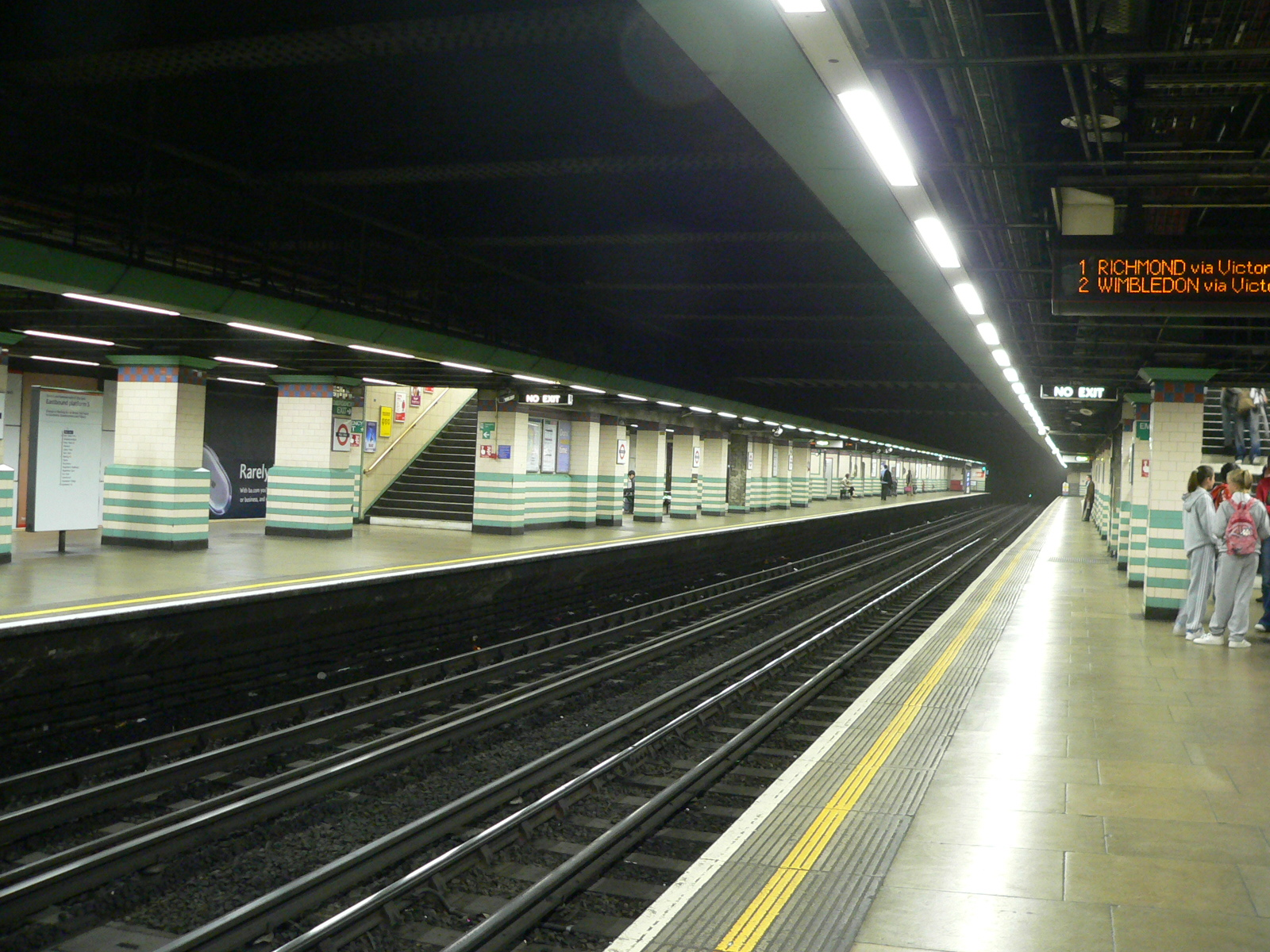
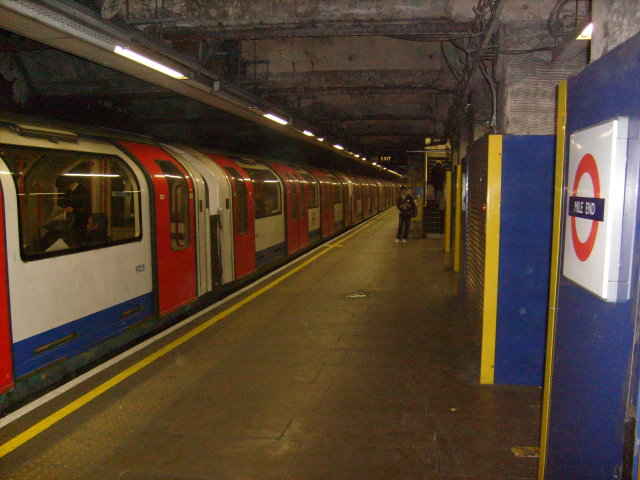
سکو خط مرکزی
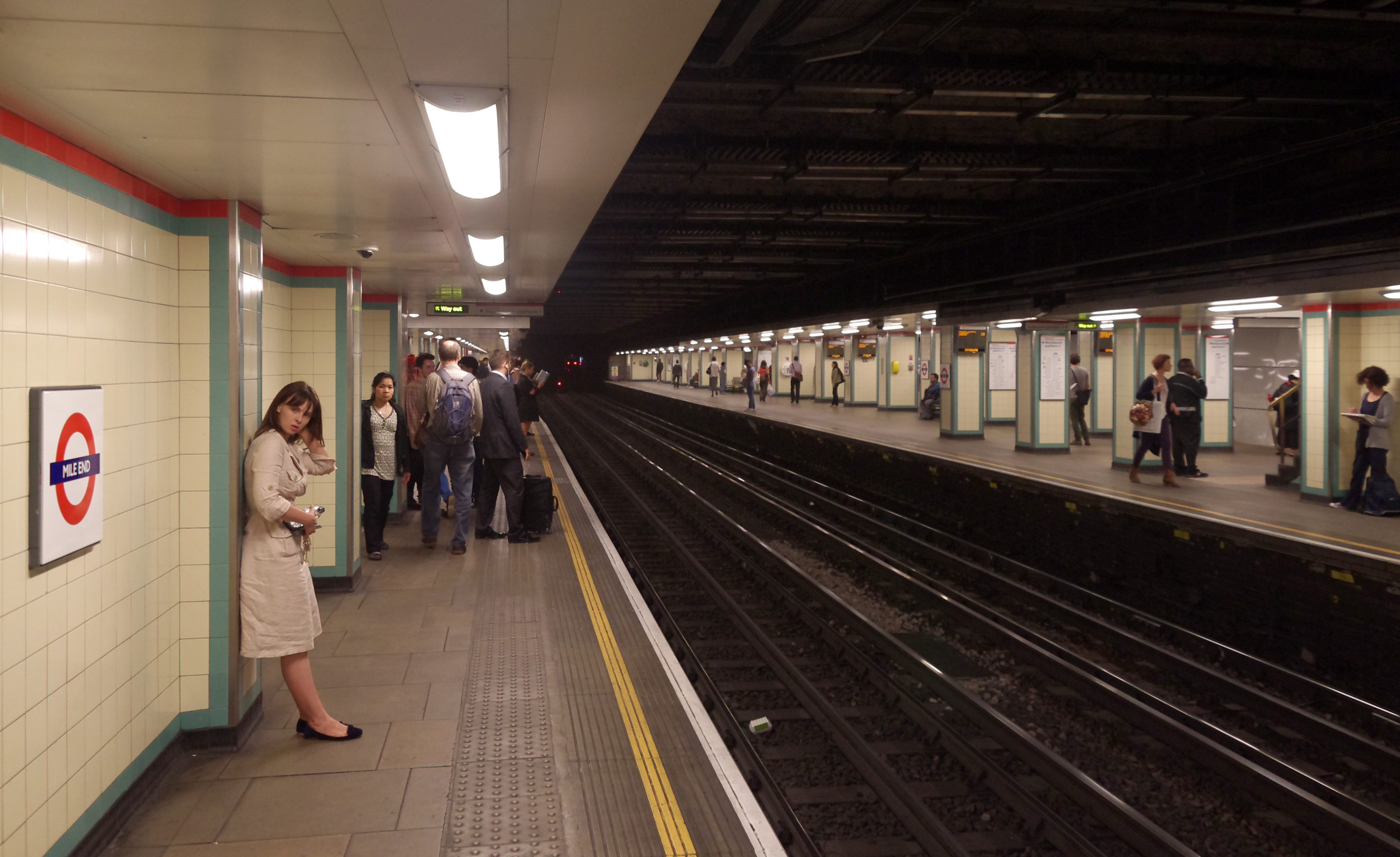
سکو خط ناحیه